# 陆家浜路站
陆家浜路站位于上海黃浦区西藏南路陆家浜路，为上海轨道交通8号线和9号线的地下島式车站及换乘站，两线通过站台楼梯间换乘，8号线于2007年12月29日启用，而9号线于2009年12月31日启用。

## 車站結構

### 车站楼层
陆家浜路站共有4層。地面為車站出口，地下一層為車站大廳，地下二層為8号线站台，地下三層為9号线站台。
| 地面层   | 出入口             | 1-4、6-7出入口                   |  |  |
| 地下一层 | 站厅               | 票务服务、自动售票机、人工服务台 |  |  |
| 地下二层 | ①站台              | █ 8号线 往市光路（老西门）       |  |  |
|          | 岛式站台，左侧开门 |                                  |  |  |
|          | ②站台              | █ 8号线 往沈杜公路（西藏南路）   |  |  |
| 地下三层 | ③站台              | █ 9号线 往上海松江站（马当路）   |  |  |
|          | 岛式站台，左侧开门 |                                  |  |  |
|          | ④站台              | █ 9号线 往曹路（小南门）         |  |  |

## 车站出口
陆家浜路站目前开放6个出入口，各出入口如下所示：
| 出口编号            | 出口指示           | 照片 |
| ------------------- | ------------------ | ---- |
| 1 · 出口            | 西藏南路，大林路   |      |
| 2 · 出口 · （设有） | 西藏南路           |      |
| 3 · 出口            | 西藏南路，陆家浜路 |      |
| 4 · 出口            | 西藏南路，大林路   |      |
| 6 · 出口            | 陆家浜路           |      |
| 7 · 出口            | 西藏南路，陆家浜路 |      |
| 图例： 设有         |                    |      |

## 公交换乘
18、23、43、43区间、218、303、318、730、771、781、782、802、931、955、969、984、985、大桥一线、南新专线、徐川专线